# Luis Puente
Luis Fernando Puente Prado (ur. 13 lutego 2003 w Colimie) – meksykański piłkarz występujący na pozycji napastnika, od 2024 roku zawodnik Pachuki.